# Levala (Rakvere)
Levala (Duits: Lewala) is een plaats in de Estlandse gemeente Rakvere vald, provincie Lääne-Virumaa. De plaats heeft de status van dorp (Estisch: küla) en heeft 86 inwoners (2021).
De Tugimaantee 22, de weg van Rakvere via Väike-Maarja naar Vägeva, loopt langs Levala.

## Geschiedenis
Levala werd voor het eerst genoemd in 1241 onder de naam Læuel. In de middeleeuwen viel het dorp onder het landgoed van Wesenberg (Rakvere). In 1620 kwam het in het bezit van Reinoud van Brederode. In 1804 werd een landgoed Karritz (Karitsa) van Wesenberg afgesplitst. Levala (toen Lewwala) ging mee.
In 1977 werden de buurdorpen Sepa-Nõmme, Tamna en Täru bij Levala gevoegd.